# Burgess Model H
Il Burgess Model H fu un aereo militare monomotore, biposto e biplano, sviluppato dall'azienda aeronautica statunitense Burgess Company negli anni dieci del XX secolo.
Utilizzato come aereo da addestramento per la formazione dei nuovi piloti in entrambe le forze armate degli Stati Uniti d'America, United States Army (esercito) e United States Navy (marina militare), fu uno dei primi modelli di aereo di concezione statunitense specificatamente progettati per l'uso militare.

## Storia del progetto
Dopo che i pionieri dell'aviazione diedero prova che gli aeromobili "più pesanti dell'aria" erano arrivati ad una fase di affidabilità tale da poterne valutare le potenzialità anche in ambito militare, anche negli Stati Uniti si iniziarono a sviluppare progetti di aerei specificatamente ideati per soddisfare le esigenze delle forze armate nazionali per la formazione dei nuovi piloti da assegnare ai nascenti reparti aerei di esercito e marina.
In quest'ambito la Burgess Company and Curtis, Inc., azienda sorta nel 1910 su iniziativa di William Starling Burgess, Greely S. Curtis e Frank Henry Russell come divisione aeronautica dell'azienda cantieristica W. Starling Burgess Shipyard di Marblehead, Massachusetts, decise di avviare lo sviluppo di un nuovo modello da proporre sul nuovo mercato dell'aviazione militare per affiancare i modelli dei Fratelli Wright che già costruivano su licenza.
Il velivolo, indicato come "Model H", riprendeva l'impostazione che sarebbe diventata la più utilizzate negli anni a seguire, un aereo con gruppo motoelica in configurazione traente, dalla struttura lignea ricoperta di tela e velatura biplana. La fusoliera, caratterizzata dalla sezione rettangolare che si rastremava verso coda, integrava i due abitacoli aperti posti in tandem e  il motore, un Renault 8 cilindri a V raffreddato a liquido, posizionato senza alcuna protezione nel naso del velivolo.

## Utilizzatori
Stati Uniti
- United States Army
  - United States Army Signal Corps
    - Aeronautical Division
- United States Navy